# DR-DP-Matrix
DR-DP-Ma trận tóm tắt các phương pháp chính để đo lường độ tin cậy phân phối (DR) và hiệu suất phân phối (DP) trong chuỗi cung ứng. Nó phân loại các phương pháp theo ba tiêu chí:
1. Loại tài liệu tham khảo: ngày xác nhận đầu tiên / ngày mong muốn
2. Loại đo lường: âm lượng (V) / số ít (S)
3. Kiểu xem: đúng giờ (T) / giao hàng (D)

|                                | Loại tài liệu tham khảo | Khối lượng                        | Đơn lẻ                     |
| ------------------------------ | ----------------------- | --------------------------------- | -------------------------- |
| {\displaystyle DR_{T/D}^{V/S}} | ngày xác nhận đầu tiên  | {\displaystyle DR_{T}^{V}} = CLIP | {\displaystyle DR_{D}^{S}} |
| {\displaystyle DR_{T/D}^{V/S}} | ngày xác nhận đầu tiên  | {\displaystyle DR_{T}^{V}} = CLIP | {\displaystyle DR_{T}^{S}} |
| {\displaystyle DP_{T/D}^{V/S}} | ngày chúc               | {\displaystyle DP_{T}^{V}}        | {\displaystyle DP_{D}^{S}} |
| {\displaystyle DP_{T/D}^{V/S}} | ngày chúc               | {\displaystyle DP_{T}^{V}}        | {\displaystyle DP_{T}^{S}} |

## Loại tài liệu tham khảo
Loại tham chiếu xác định ngày mà sự hoàn thành thực tế được đo trong tính toán.

### Ngày xác nhận đầu tiên
Ngày xác nhận đầu tiên là ngày cam kết từ nhà cung cấp trong lời hứa đặt hàng đầu tiên. Kết quả tương ứng với độ tin cậy phân phối (DR).

### Ngàymong muốn
Ngày mong muốn của khách hàng là khả năng khác để đo lường và là một chỉ số cho độ chính xác dự báo nhu cầu và chiều cao hợp lý của hàng tồn kho an toàn. Đo theo ngày mong muốn của khách hàng tương ứng với hiệu suất giao hàng (DP).

## Loại đo lường
Loại đo lường phân biệt giữa hai cách đo khác nhau: analog hoặc kỹ thuật số. Trong ngôn ngữ của quản lý chuỗi cung ứng, điều này có nghĩa là khối lượng hoặc đơn đặt hàng số ít.

### Khối lượng
Trong trường hợp phép đo dựa trên khối lượng, phần trăm của mức hoàn thành so với toàn bộ khối lượng nhu cầu trong một khoảng thời gian được tính toán. Do đó, cũng tồn tại Backlog (số lượng chưa hoàn thành) của các giai đoạn trước. Điều này dự định sử dụng trong một phần chuỗi cung ứng với mô hình nhu cầu cố định (ví dụ hàng ngày, hàng tuần,...) và dòng nguyên liệu cố định (ví dụ giữa trung tâm sản xuất và phân phối hoặc nhà thầu phụ và sản xuất đường phố).

### Số ít
Cách tiếp cận số ít xác định các đơn hàng là đối tượng của phép đo và chỉ biết các giá trị kỹ thuật số. Điều này có nghĩa là thứ tự được thực hiện hoặc không. Do đó phương pháp này chủ yếu được sử dụng cho các đơn đặt hàng của khách hàng cuối.

## Kiểu nhìn
Kiểu nhìn cho cơ hội đa dạng hóa thứ ba. Nó xác định quan điểm, trong đó giai đoạn một trường hợp số ít được tính đến. Vì cách tiếp cận khối lượng tồn đọng và do đó tính đến độ trễ, nên hầu hết các trường hợp chỉ áp dụng cho cách tiếp cận số ít vì cách tiếp cận khối lượng như CLIP thường được đo lường đúng lúc vì nhu cầu được cung cấp theo mô hình nhu cầu trong một khoảng thời gian cố định.

### Giao hàng
Một khả năng để quyết định các trường hợp đơn lẻ được đưa vào tài khoản cho khoảng thời gian nào là thời gian giao hàng. Điều này có nghĩa là ngày vận chuyển xác định khoảng thời gian mà kết quả có hiệu lực. Từ quan điểm kế toán, điều này có thể là cần thiết, nhưng nó hiểu một số nhược điểm đối với quan điểm chuỗi cung ứng, đặc biệt là việc báo cáo vấn đề bị hoãn lại trong thời gian vận chuyển. Trong trường hợp lô hàng không bao giờ được thực hiện, nó sẽ không được phản ánh trong phép đo.

### Kịp thời
Khả năng thứ hai là kích hoạt phép đo ngay khi ngày tham chiếu (ngày mong muốn hoặc ngày được xác nhận đầu tiên) trôi qua trong một khoảng thời gian. Vào cuối giai đoạn này, trường hợp số ít sẽ được đánh giá xem nó có được hoàn thành đúng lúc hay không. Điều này cho phép có một kết quả liên quan đến độ tin cậy. thực hiện đúng hạn (vào cuối kỳ) khi đơn hàng đến hạn.